# یابلونکوو
یابلونکوو (به چکی: Jablunkov) یک منطقهٔ مسکونی در جمهوری چک است که در ناحیه فریدک-میستک واقع شده‌است. یابلونکوو ۱۰٫۳۹ کیلومتر مربع مساحت و ۵٬۶۴۹ نفر جمعیت دارد و ۳۸۶ متر بالاتر از سطح دریا واقع شده‌است.

## خواهرخوانده
شهرهای Siemianowice Śląskie و Gogolin خواهرخوانده‌های یابلونکوو هستند.